# Bertenauer Kopf und Telegraphenhügel
Koordinaten: 50° 36′ 45″ N, 7° 26′ 32″ O
Das Naturschutzgebiet Bertenauer Kopf und Telegraphenhügel liegt im Landkreis Neuwied in Rheinland-Pfalz. Das etwa 34 ha große Gebiet, das im Jahr 1939 unter Naturschutz gestellt wurde, erstreckt sich östlich und nördlich von Bertenau, einem Ortsteil der Ortsgemeinde Neustadt (Wied). Die Landesstraße L 270 verläuft teilweise am westlichen Rand des Gebietes. Westlich verläuft die A 3, östlich fließt die Wied. Im Naturschutzgebiet liegt die 352 m hohe Erhebung Bertenauer Kopf.